# Saint-Michel (Loiret)
Saint-Michel è un comune francese di 127 abitanti situato nel dipartimento del Loiret nella regione del Centro-Valle della Loira.

## Società

### Evoluzione demografica
Abitanti censiti